# Xã Russell, Quận LaMoure, Bắc Dakota
Xã Russell (tiếng Anh: Russell Township) là một xã thuộc quận LaMoure, tiểu bang Bắc Dakota, Hoa Kỳ. Năm 2010, dân số của xã này là 35 người.